# Пхёнтхэк
Пхёнтхэ́к (кор. 평택시?, 平澤市?, Пхёнтхэк-си) — город в провинции Кёнгидо, Южная Корея. В нём располагается крупная база американских военно-морских сил и морской порт.

## История
Около 100 года до н. э., в эпоху племенных союзов Самхан, на месте современного Пхёнтхэка было поселение Йондаль Пугок, в 475 году получившее статус хёна и названное Пусаном. В 757 году было переименовано в Чинви. Современное название Пхёнтхэк получил в 940 году, когда Чинви был объединён с Суджиймнэ. В 1938 году Пхёнтхэк получил статус уезда (кун). В 1986 году Пхёнтхэку был присвоен административный статус города (си).

## География
Пхёнтхэк расположен в южной части провинции Кёнгидо, на западе граничит с городом Хвасон и омывается Жёлтым морем. На севере граничит с Хвасоном и небольшим городом Осаном. На востоке граничит с Ансоном. На юге граничит с провинцией Чхунчхон-Намдо.
Климат муссонный, находится под влиянием Жёлтого моря. Январь — самый холодный месяц (среднемесячная температура −4 °C в 2003 году). Август — самый тёплый месяц года (среднемесячная температура +24,2 °C в 2003 году). Среднегодовая температура +12,3 °C, годовое количество осадков 1514,8 мм, большая часть из них выпадает в сезон дождей с июня по сентябрь.

## Туризм и достопримечательности
- Музей сельского хозяйства — большая экспозиция, традиционному корейскому и современному сельскому хозяйству. Музей размещён в трёхэтажном здании, выставочные экспонаты включают орудия труда, скульптуры и картины, посвящённые традиционному земледелию, диораму.[4]
- Ботанический сад — расположен на территории 880 м², содержит более 5 тысяч растений 161 вида, как местных, так и зарубежных, включая тропические виды.[4]
- Буддистский храм Симбокса эпохи Объединённого Силла. В храме находится сидячая статуя Будды, входящая в список Сокровищ Кореи под номером 565 (статус присвоен в 1972 году).[5]
- Дворец в Кэксари — был гостевым дворцом династии Ли (Чосон). Древнейшие постройки на территории дворца датируются XVII веком. В эпоху династии Чосон использовался как гостевой дворец для аристократии и высшего чиновничества, сейчас превращён в музей.[6]

## Символы
Как и большинство городов и уездов в Южной Корее, Пхёнтхэк имеет ряд символов:
- Дерево: сосна — символизирует поклонение предкам, а также силу и энергию.
- Цветок: цвет груши — груша является главным продуктом местного агропромышленного комплекса.
- Животное: белая цапля — символизирует гуманность и чистые помыслы.

## Города-побратимы
Пхёнтхэк наладил дружественные связи с более чем 20 городами:
| - Лонцзин, Цзилинь, Китай - Инкоу, Ляонин, Китай - Далянь, Ляонин, Китай - Циньхуандао, Хэбэй, Китай - Район Тангу, Тяньцзинь, Китай - Пэнлай, Шаньдун, Китай - Жончэн, Шаньдун, Китай - Циндао, Шаньдун, Китай - Жичжао, Шаньдун, Китай - Ляньюньган, Цзянсу, Китай | - Район Нанхуэй, Шанхай, Китай* - Нинбо, Чжэцзян, Китай - Иву, Чжэцзян, Китай - Фучжоу, Фуцзянь, Китай - Сямэнь, Фуцзянь, Китай - Шаньтоу, Гуандун, Китай - Мобил, США - Аомори, Япония - Мацуяма, Япония - Текирдаг, Турция |

* Наньхуэй вошёл в состав района Пудун в мае 2009 года.